# El gran caballo
El gran caballo es un grabado sobre cobre fechado en 1505 por el artista renacentista alemán Alberto Durero (1471-1528).

## Obra
Durero grabó El gran caballo en 1505, el mismo año que El pequeño caballo, que aparece a la vez como su contraparte y su opuesto. Mientras El pequeño caballo es la culminación de las reflexiones del artista sobre las proporciones del animal y está marcado por la búsqueda de un ideal clásico, El gran caballo se presenta como un estudio del natural donde Durero crea una representación con atención meticulosa a los detalles anatómicos del animal, particularmente en el tratamiento de las patas, crines y cola. 

## Descripción
Es una construcción inteligente el singular ángulo de visión elegido por Durero, que opta por una representación de tres cuartos de espalda, creando un sorprendente efecto de escorzo que resalta la imponente grupa del animal, ligeramente elevada con respecto a la columna vertebral, así como su poderosa musculatura. 

## Posteridad
Lucas Cranach el Viejo utiliza el motivo del caballo visto de espaldas en su Juicio de París (1508).
En Italia, Giovanni Antonio da Brescia grabó una estampa inspirada en gran medida en la de Durero hacia 1510-1520, mientras que Benedetto Montagna ofreció una copia aún más fiel. Hans Baldung introduce una referencia obvia al Gran caballo en El palafrenero embrujado. 